# Кравцова, Елена Евгеньевна
Еле́на Евге́ньевна Кравцо́ва (26 апреля 1950, Москва — 28 марта 2020, там же) — член федерального УМО (направление 37.00.00. Психологические науки), член редсовета «Национального психологического журнала». Организатор и многолетний директор Института психологии им. Л. С. Выготского РГГУ, организатор и научный руководитель Предуниверсария МГПУ.

## Биография
Е. Е. Кравцова (в девичестве Выгодская) родилась в Москве, в семье старшей дочери Л. С. Выготского Г. Л. Выгодской. В 1972 году окончила факультет психологии МГУ. Ещё в студенческие годы вышла замуж за своего однокурсника Г. Г. Кравцова, с которым тесно сотрудничала всю жизнь, на всех этапах профессионального пути.
После окончания МГУ Е. Е. Кравцова пришла на работу в Институт дошкольного воспитания (НИИ ДВ АПН СССР, ныне Институт изучения детства, семьи и воспитания РАО). В 1981 году защитила кандидатскую диссертацию на тему «Зависимость психологической готовности к школьному обучению от особенностей общения ребёнка со взрослым», а в 1996 докторскую, «Психологические новообразования дошкольного периода развития».
В 1993 году Е. Е. Кравцова возглавила Областную научно-внедренческую лабораторию психопедагогики образования при Администрации Московской области (ОНВЛПО), которая просуществовала более 20 лет, до 2014 года.
В 1995 году Е. Е. Кравцова создала, вместе с Г. Г. Кравцовым и группой коллег, Институт психологии РГГУ, а в 1997 стала его директором; плодотворно работала в этой должности до 2016 года. Осенью 2016 года уволилась из РГГУ во главе большой группы преподавателей из-за серьёзных разногласий с тогдашним руководством университета. Этот уход имел широкий общественный резонанс.
В последние годы жизни (2017—2020) Е. Е. Кравцова работала в Институте среднего профессионального образования (ИСПО) им. К. Д. Ушинского МГПУ, одновременно являясь главным научным сотрудником Института изучения детства, семьи и воспитания РАО.
Умерла от тяжелой болезни 28 марта 2020 года. Похоронена на Токаревском кладбище (деревня Токарево Люберецкого р-на Московской области).

## Административный и научный вклад
В течение многих лет возглавляла Институт психологии им. Л. С. Выготского РГГУ, с 2002 года профессор кафедры проектирующей психологии РГГУ, была членом учёного совета, членом диссертационного совета по психологическим наукам РГГУ.
Главный научный сотрудник лаборатории психолого-педагогических основ развивающего дошкольного образования Института изучения детства, семьи и воспитания РАО. Член федерального УМО в системе высшего образования по укрупнённым группам специальностей и направлений подготовки 37.00.00 Психологические науки.
Член редсовета «Национального психологического журнала».

### Учебники и учебные пособия
- Кравцова, Е. Е. Педагогика и психология: учебное пособие для студентов непсихологических факультетов, отделений и вузов. — М.: Форум, 2011. — 383 с.
- Кравцов, Г. Г. Психология и педагогика обучения дошкольников / Г. Г. Кравцов, Е. Е. Кравцова. — М.: Мозаика-Синтез, 2013. — 261 с.
- Кравцова, Е. Е. Психология и педагогика: краткий курс : учебное пособие. — М.: Проспект, 2016. — 320 с.
- Кравцов, Г. Г. Психология игры: культурно-исторический подход : учебное пособие / Г. Г. Кравцов, Е. Е. Кравцова. — М.: Левъ, 2017. — 344 с.
- Кравцова Е. Е., Бережковская Е. Л. Экспериментальный психологический театр. Учебно-методическое пособие. М.: Фонд Выготского Л. С. — 2006. — С. 90.

### Монографии, книги для педагогов и родителей
- Кравцова Е. Е. Психологические проблемы готовности детей к обучению в школе. М.: Педагогика. — 1991. С. 152.
- Кравцова Е. Е. Разбуди в ребёнке волшебника. М.: Просвещение. — 1996. — С. 160.
- Кравцова Е. Е. Воспитание волшебников. М.: Левъ. — 2019. — С. 300.

### Программа «Золотой ключик»
- Кравцов Г. Г., Кравцова Е. Е., Бережковская Е. Л., Кожарина Л. А. Семейно-общественный детский центр «Золотой ключик»: программа. Для Учебно-воспитательных комплексов «Детский сад — Начальная школа». М.: Издательство АПН СССР. — 1996. — С. 96.
- Кравцов Г. Г., Бережковская Е. Л., Кравцова Е. Е. Психологические основы программы начального образования «Золотой ключик». / Психологическая наука и образование. 1996. № 3. С. 56.
- Кравцов Г. Г., Кравцова Е. Е., Бережковская Е. Л., Ховрина Г. Б., Сугак Ж. П. Примерная основная образовательная программа дошкольного образования «Золотой ключик». М.: Левъ. — 2019. — С. 179.

### Научные статьи
- Кравцова Е. Е. Культурно исторические основы зоны ближайшего развития. / Психологический журнал. 2001. Т. 22. № 4. С. 42-50.
- Кравцова Е. Е. Игра в проектирующей психологии (по материалам исследований кафедры). / Школа Выготского сегодня: к десятилетию Института психологии им. Л. С. Выготского. Сборник научных трудов. М.: РГГУ. — 2005. С. 214—242.
- Кравцова Е. Е. Институт психологии им. Л. С. Выготского: принципы подготовки психологов. / Школа Выготского сегодня: к десятилетию Института психологии им. Л. С. Выготского. Сборник научных трудов. М.: РГГУ. — 2005. С. 5-22.
- Кравцова Е. Е. Игра как средство самореализации и самоконструирования. / Журнал практического психолога. 2005. № 6. С. 61-65.
- Кравцова Е. Е. Культурно-историческое понимание «социализации» её механизмов в онтогенезе. / Вестник Российского государственного гуманитарного университета. 2006. № 7. С. 23 — 41.
- Кравцова Е. Е. Кризис культурно-исторической психологии и пути его преодоления. / Вопросы психологии. 2006. № 5. С. 125—133.
- Кравцова Е. Е. Психотерапия с позиций культурно-исторического подхода. / Вестник РГГУ. Серия: Психология. Педагогика. Образование. 2008. № 3. С. 15-31.
- Кравцова Е. Е. Культурно-исторические особенности развивающей семейной педагогики. / Вестник РГГУ. Серия: Психология. Педагогика. Образование. 2010. № 17 (60). С. 201—213.
- Кравцов Г. Г., Кравцова Е. Е. Новые принципы в подготовке психологов в вузе. / Психология в ВУЗе. 2010. № 5. С. 5-28.
- Кравцова Е. Е. Психологические новообразования дошкольного возраста. / Вопросы психологии. 2012. № 6. С. 64-76.
- Кравцова Е. Е. Культурно-исторические основания трансформации натуральных психических функций в высшие психические функции. / Вестник РГГУ. Серия: Психология. Педагогика. Образование. 2012. № 15 (95). С. 87-102.
- Кравцова Е. Е. Современные исследования в культурно-исторической психологии. / Вереск. Интернациональный научный журнал. 2014. Т. 1. С. 49-70.
- Кравцова Е. Е. Развитие идей Л. С. Выготского о мышлении и речи в современной образовательной практике. // Вестник РГГУ. Серия: Психология. Педагогика. Образование. 2015. № 2 (145). С. 46-53.
- Кравцова Е. Е. Что такое игра. // Альманах Института коррекционной педагогики. 2017. № 28. С. 166—199.
- Кравцова Е. Е. Игра и произвольность. // Дошкольное воспитание. 2017. № 11. С. 12-19.
- Кравцов Г. Г., Кравцова Е. Е. Психологическое содержание взаимосвязи смысла и значения в культурно-исторической теории. // Культурно-историческая психология. 2018. № 3. С. 67-73.
- Кравцова Е. Е. Роль и место психологии искусства в культурно-исторической психологии Л. С. Выготского. // Человек. Искусство. Вселенная. 2018. № 1. С. 38-45.
- Кравцов Г. Г., Кравцова Е. Е. Воображение и творчество: культурно-исторический подход. / Психолого-педагогические исследования. 2019. Т. 11. № 1. С. 1-11.
- Кравцов Г. Г., Кравцова Е. Е. Взаимосвязь обучения и развития: проблемы и перспективы. / Культурно-историческая психология. 2020. Т. 16. № 1. С. 4-12.

## Семья
- Дед — Выготский Лев Семенович (1896—1934), автор культурно-исторической теории
- Мать — Выгодская, Гита Львовна (1925—2010) — психолог, дефектолог, сотрудник Института дефектологии (ныне Институт коррекционной педагогики РАО)
- Муж — Кравцов, Геннадий Григорьевич (род. 1946) — доктор психологических наук, профессор
- Сын — Кравцов, Лев Геннадиевич (род. 1974) — кандидат психологических наук, доцент
- Сын — Кравцов, Алексей Геннадиевич (род. 1975) — музыкант, композитор
- Сын — Кравцов, Олег Геннадиевич (род. 1983) — кандидат психологических наук, доцент